# Jewish News One
Jewish News One — в минулому канал новин про Ізраїль та євреїв загалом. Проіснував з 21 вересня 2011 року по 25 квітня 2014 року, коли канал перетворився на Ukraine News One. Jewish News One мав англійську, українську та російську версії вебсайту. Мовив цілодобово, 8 мовами.